# Strzeszów (województwo zachodniopomorskie)
Strzeszów (niem. Stresow) – wieś w Polsce położona w województwie zachodniopomorskim, w powiecie gryfińskim, w gminie Trzcińsko-Zdrój nad jeziorem Strzeszowskim.
W latach 1975–1998 miejscowość położona była w województwie szczecińskim.

## Zabytki
- kościół z XIII w., granitowy z neogotycką wieżą[3]